# Ungdomshuset

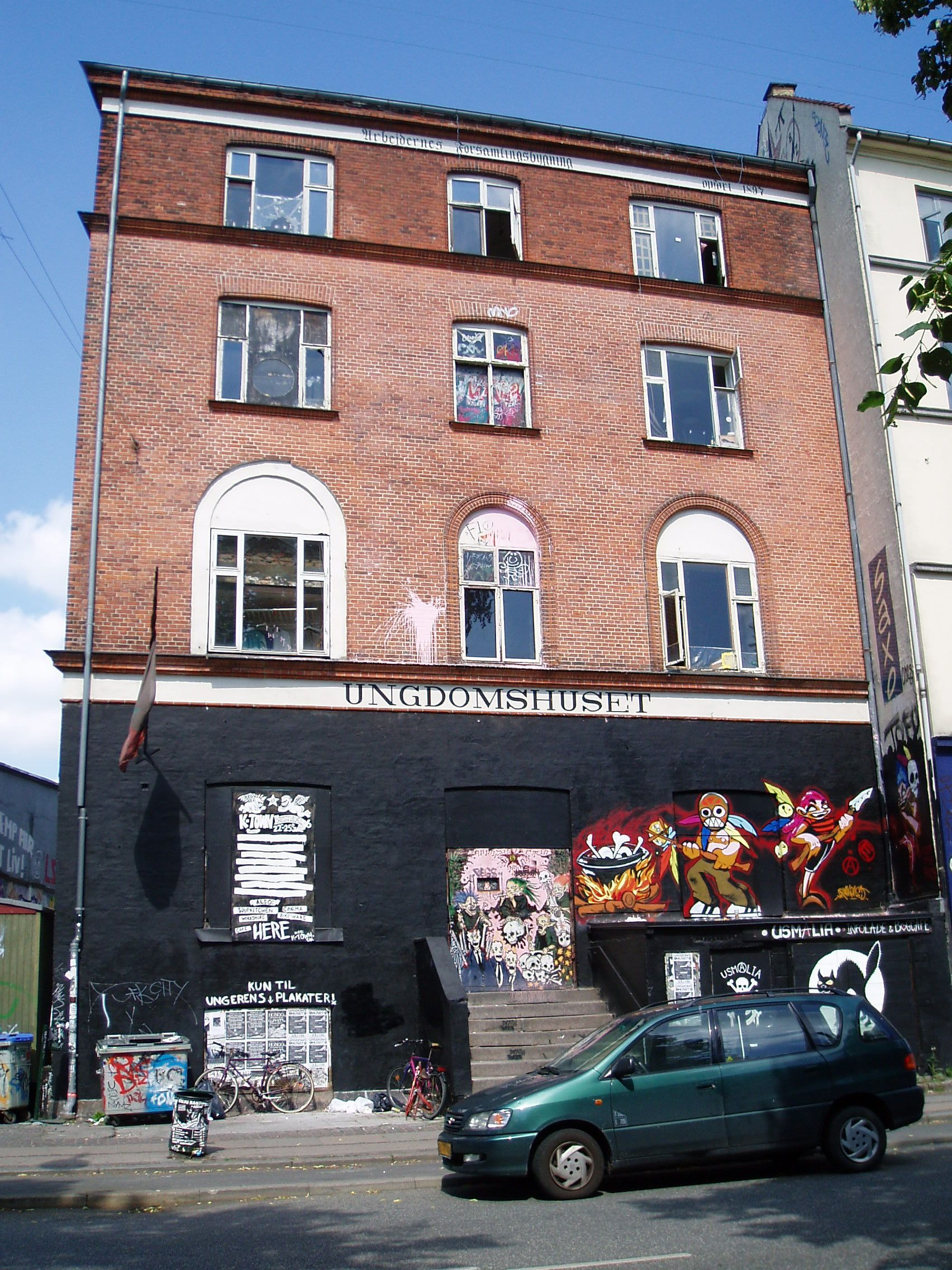
Ungdomshuset 2006

Das Ungdomshuset (dänisch: das Jugendhaus) war ein Gebäude im Kopenhagener Stadtteil Nørrebro. Ursprünglich war es ein Volksheim und ein Zentrum der Arbeiterbewegung. 1982 stellte die Stadt Kopenhagen das Haus nach einer Besetzung als Jugendzentrum zur Verfügung. Es fungierte seitdem als Treffpunkt der Undergroundszene und verschiedener linker Gruppen sowie als Veranstaltungsort von Konzerten und Festivals.
Das Ungdomshuset war seit 1999 Gegenstand einer Kontroverse zwischen der Stadt, den Nutzern des Hauses und der evangelischen Glaubensgemeinschaft Faderhuset (dänisch: Vaterhaus), an die es verkauft wurde. Nach dem Verkauf blieben die bisherigen Nutzer im Haus und besetzten es. Neben politischen Initiativen für den Erhalt des Hauses kam es zu z. T. gewalttätigen Protesten. Im März 2007 wurde das Gebäude geräumt und abgerissen.
Wegen seiner Geschichte als Ort der frühen Arbeiterbewegung war das ehemalige Volksheim als Baudenkmal der niederen Stufe klassifiziert worden. Auf einer Skala von 1 (höchster Wert) bis 9 erhielt es eine 2 für den historischen und eine 4 für den architektonischen Wert. Das sei jedoch kein Grund für einen Nichtabriss gewesen, da es auch eine Reihe anderer Häuser gegeben habe, die trotz Wertungen von 1, 2 und 3 abgerissen worden seien, so die Stadtverwaltung.

## Geschichte

### Volkshaus
Das Gebäude des Ungdomshuset wurde am 12. November 1897 als Folkets hus (Haus des Volkes) fertiggestellt. Damals diente das Haus als Rückzugsort der beginnenden Arbeiterbewegung Kopenhagens. Folkets Hus war das vierte Haus dieser Art in Kopenhagen. Viele Demonstrationen und Kundgebungen gingen vom Haus aus, zum Beispiel der „Sturm auf die Börse“ 1918, als von Anarchisten geleitete Arbeitslose die Kopenhagener Börse gewalttätig angriffen. 1910 hielt die Zweite Internationale die Internationale Sozialistische Frauenkonferenz im Haus ab, auf der der 8. März als Internationaler Frauentag ausgerufen wurde.
Unter anderem weilten und wirkten im Haus Lenin, Rosa Luxemburg und Clara Zetkin.
In den 1950ern nutzten noch vornehmlich Assoziationen und Gewerkschaften der Arbeiterbewegung das Haus, auch wenn verschiedene andere Aktivitäten stattfanden, unter anderem Boxkämpfe und Tanzveranstaltungen.

### Leerstand
1956 baute die Arbeiterbewegung ein neues Volkshaus im Stadtteil Vesterbro (seit 1996 das Konzerthaus und Nachtclub Vega), um das abgenutzte Gebäude zu entlasten. Von 1963 bis 1978 stand es dann leer. Die Bestrebungen, einen Irma-Supermarkt zu bauen, scheiterten am historischen Wert des Gebäudes; stattdessen fiel das ebenfalls bewahrenswerte Nachbargebäude diesem Zweck zum Opfer (heutiger Aldi-Markt). 1978 wurde das Haus von der Volkstanzgruppe Tingluti gekauft, nach ein paar Jahren jedoch aufgegeben und an die Stadt Kopenhagen verkauft.

### Ab 1982: Jugendhaus
1982 wurde das Haus durch Hausbesetzer besetzt, die ein selbstverwaltetes Jugendhaus gründen wollten. Nach Verhandlungen mit der Stadt Kopenhagen verpflichteten sie sich, eine Vereinbarung mit den Stadtbehörden zu treffen, und das Nutzungsrecht des Hauses wurde einer nicht genau abgegrenzten Gruppe, den „Benutzern des Ungdomshuset“, überlassen. Die Stadt Kopenhagen blieb aber Eigentümerin des Gebäudes. Es wurde zugesichert, dass die Stadt das Gebäude nicht verkaufen würde. Eine Verwaltungsgruppe, die laut der Vereinbarung die Verbindung zu den Stadtbehörden wahrnehmen sollte, wurde vom kollektiv geleiteten Haus ausgewählt, verschwand jedoch nach wenigen Jahren wieder. Das Haus bot im Laufe der Jahre vielen unterschiedlichen Gruppen und kulturellen Aktivitäten einen Rahmen, jedoch wurde der Einfluss autonom-revolutionärer Gruppen seit Mitte der 1990er Jahre immer größer.
1993 erhielt das Ungdomshuset eine Schankgenehmigung, andererseits klagten Nachbarn seit Jahren wegen Lärm und Vandalismus von Benutzern des Hauses.

### Brand 1996 und Abrisspläne
1996 wurde das Innere des Gebäudes durch einen Brand schwer beschädigt. Zudem hatte das Haus angeblich unzureichende Strom-, Heizungs- und Sanitärinstallationen. Die Stadtbehörden sahen deswegen den Abriss oder Verkauf des Hauses vor. Da sich der Beschluss verzögerte, wurde das Gebäude jedoch weiter genutzt und von den Benutzern selbst mit geringen Mitteln repariert, wenn dies auch nicht die hohen Forderungen der heutigen Baubestimmungen erfüllte.
Zwei linke Fraktionen im Rathaus (Socialistisk Folkeparti und Enhedslisten) schlugen anstelle des Verkaufs eine Zahlung von 2 Millionen Kronen (270.000 €) vor, welche für neue Toiletten und die Ausbesserung der Pilzschäden ausreichen sollte. Damit hätte das Haus den Standard eines Rohbaus gehabt. Den fehlenden Rest des Geldes würden die Aktivisten selbst mittels privater Spenden übernehmen. Die Mehrheit im Stadtrat meinte jedoch, die Instandsetzung des Hauses würde 11,5 Millionen Kronen zuzüglich Mehrwertsteuer kosten (€ 1,5 Millionen + 25 %).
Von bürgerlichen Politikern wurde jedoch weiter betont, das Haus störe die Nachbarn, sei Ausgangspunkt krimineller Aktivitäten und ein Unruheherd im Stadtteil. Von Nachbarn wurden Unterschriften für die Räumung des Hauses gesammelt; eine größere Anzahl von Unterschriften konnte jedoch eine Initiative zur Aufrechterhaltung des Hauses sammeln. Bald unterstützte auch die sozialdemokratische Fraktion im Rathaus den Verkauf, und der Vorschlag wurde angenommen.

### Verkauf des Hauses
1999 wurde das Gebäude zum Verkauf ausgeschrieben. Die Aktivisten im Haus hängten ein Banner mit dem Text „Zu verkaufen einschließlich 500 autonomer, steinewerfender Gewaltpsychopathen aus der Hölle“ auf, was ironisch gemeint war und eventuelle Käufer abschrecken sollte. Die Firma Human A/S kaufte das Gebäude im Dezember 2000. Human A/S war eine neu gegründete, unbekannte Aktiengesellschaft, die von der Wirtschaftsanwältin Inger Loft vertreten wurde. Das konservative, rechts-christliche Faderhuset war auch unter den Bietern, wurde aber von den Stadtbehörden als unseriöser Käufer abgewiesen. Zum Kaufvertrag gehörte eine Klausel, nach der das Weiterverkaufen des Hauses innerhalb eines Jahres nur mit Zustimmung des Stadtrates stattfinden durfte. Jedoch wurden schon 2001 alle Aktien der Trägerfirma Human A/S an Faderhuset verkauft, was den faktischen Eigentümerwechsel des Hauses bedeutete.
Die Firma Human A/S ihrerseits war zum Erwerb des Jugendhauses durch die Glaubensgemeinschaft Faderhuset gegründet worden und beschäftigt sich auch heute mit dem Erwerb und Verkauf von Immobilien. Das defizitäre Firmenkonto der Human A/S dient der Geldwäsche für Faderhuset. Die Glaubensgemeinschaft betätigt sich auch in anderen Wirtschaftszweigen, unter anderem in der Reinigungsbranche, in der sie etwa durch Knebelverträge einen dubiosen Ruf erlangte.

### 2001–2006: Kündigung und Gerichtsverfahren
Der neue Eigentümer kündigte nun den Benutzern des Hauses, was, nach der 1997 revidierten Vereinbarung mit der Stadt Kopenhagen, mit dreimonatiger Frist möglich war. Nach Ablauf der Frist am 31. Dezember 2001 um 12 Uhr verschafften sich 50 Angehörige der Faderhuset mit der Hilfe eines Schlossers Zutritt zum Haus. Aktivisten des Ungdomshuset hinderten die Angehörigen der Faderhuset aber daran, das Haus zu betreten. Die Situation eskalierte; laut Angaben des Faderhuset mussten sich 35 ihrer Mitglieder in einer Unfallstation behandeln lassen.
Im August 2002 lud Faderhuset die Benutzer des Hauses vor Gericht, um ihre Eigentumsrechte bestätigen zu lassen. Die Aktivisten des Hauses behaupteten ihrerseits, das Nutzungsrecht gemäß der ursprünglichen Vereinbarung mit der Stadt Kopenhagen bestehe fort, auch wenn das Haus den Eigentümer gewechselt habe. Am 7. Januar 2004 entschied das Kopenhagener Stadtgericht, dass alle Vereinbarungen über die Nutzung des Hauses geendet hätten. Am 28. August 2006 bestätigte das Landgericht als zweite Instanz das Urteil. Am 30. Oktober 2006 wurde eine Berufung zum Höchsten Gerichtshof abgelehnt (eine Behandlung dort findet nur unter prinzipiellen Umständen statt, wenn noch keine Präzedenzfälle vorliegen).
Der Vollzug der Räumung war für den 14. Dezember 2006 vorgesehen. Jedoch teilte die Polizei Kopenhagen am 30. November 2006 dem Exekutionsgericht mit, sie könne bei einer Zwangsräumung an diesem Datum nicht für die Sicherheit garantieren. Die Durchführung wurde auf unbestimmte Zeit aufgeschoben.

### Debatte über Fortbestehen des Hauses
Es gab verschiedene Bemühungen, das Gebäude dem Faderhuset abzukaufen, um das Fortbestehen des Hauses zu ermöglichen. Dahinter standen z. B. die Stiftung Jagtvej 69 und der Verein Eltern für Ungdomshuset. Diese Organisationen geben – auch nach der letzten Entwicklung – an, dass die Politiker an den Krawallen schuld seien.
Kopenhagens Oberbürgermeisterin Ritt Bjerregaard und die Polizeidirektorin haben Faderhuset aufgefordert, den Verkauf des Hauses nochmals zu überdenken.
Faderhuset hat jedoch alle Angebote abgelehnt, da sie ihr Eigentumsrecht nicht wegen Drohungen und Gewalt beeinflussen lassen wolle (siehe unten). Am 12. Dezember 2006 wurde ein Angebot einer Initiative, das Haus für etwa 2 Millionen Euro zurückzukaufen, von Faderhuset abgelehnt.
Nach den Krawallen am 16. Dezember 2006 haben sich Politiker und Medien weitgehend von einem Fortbestand des Hauses distanziert.

### Herbst/Winter 2006: Demonstrationen und Ausschreitungen
Am 22. Oktober 2006 versuchten 50 bis 60 Aktivisten, in einen Gottesdienst des Faderhuset einzudringen, was ihnen aber verweigert wurde. Zwei jungen Männern, die sich unauffällig gekleidet hatten, gelang es jedoch trotzdem, ins Kircheninnere zu kommen. Ihre Forderung, vor der Gemeinde ihre Sicht der Dinge vorzutragen, wurde abgelehnt.
Am 26. November 2006 drangen 75 bis 100 Aktivisten in einen Kindergottesdienst des Faderhuset ein und warfen u. a. mit Farbe.
Am 14. Dezember 2006, dem ursprünglich für die Räumung vorgesehenen Datum, fand auch ein Sternmarsch für die Erhaltung des Ungdomshuset mit mehreren Tausend Teilnehmern statt.
Außerdem wurde der Piratensender Piratradio 69 eingerichtet, der ununterbrochen bis zur Räumung sendete.
Eine unangemeldete Demonstration für das Ungdomshuset, an der Aktivisten aus mehreren europäischen Ländern teilnahmen, führte am 16. Dezember 2006 im Stadtteil Nørrebro zu schweren Krawallen mit Straßensperrungen, Bränden und zerschlagenen Bank- und Ladenfenstern. Vier Demonstranten und zwei Polizisten wurden verletzt. 273 Demonstranten wurden verhaftet, unter ihnen auch etwa 30 Deutsche.

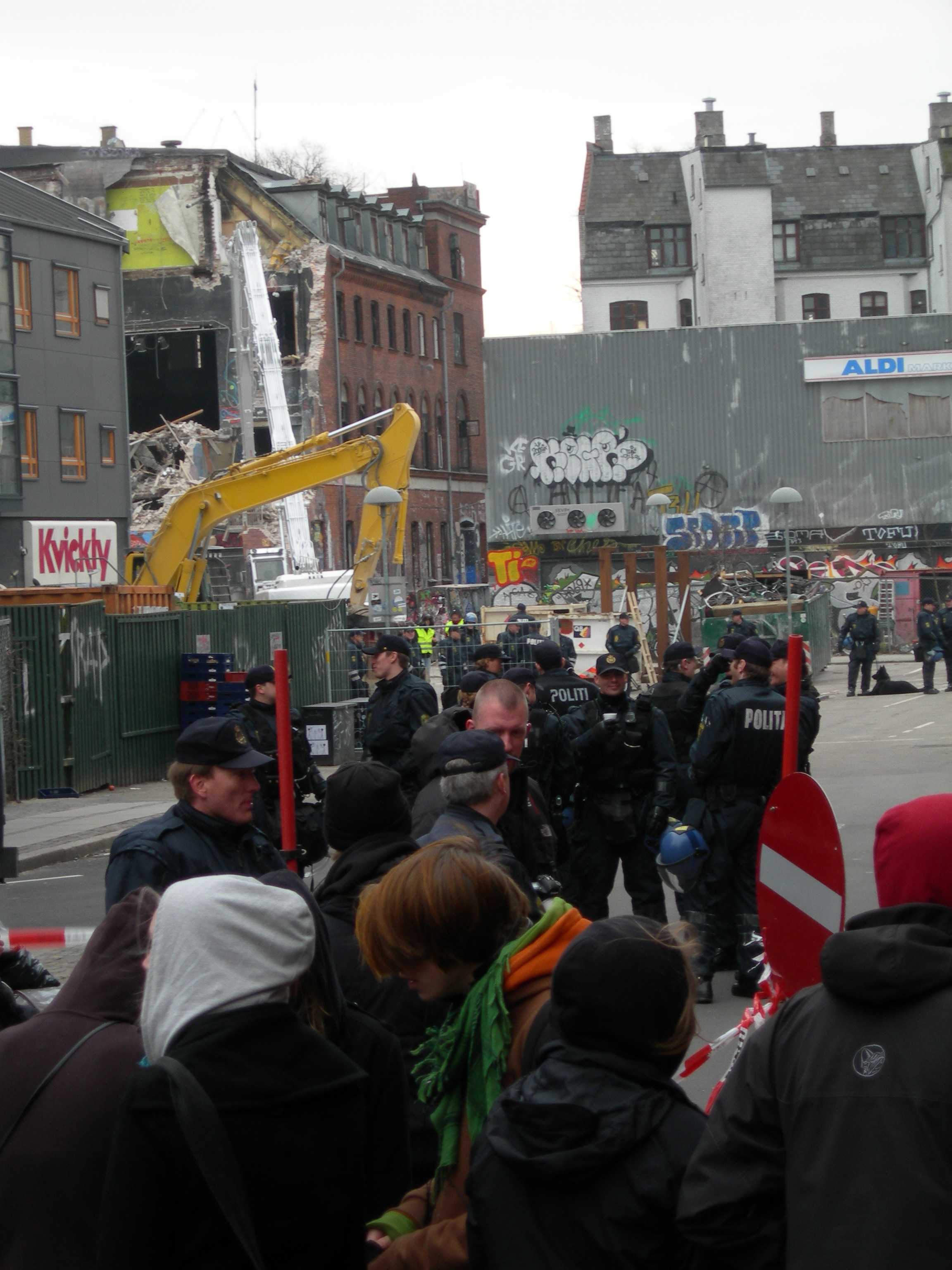
Abriss des Gebäudes am 5. März 2007

Am 1. März 2007 wurde das Ungdomshuset durch die Politiets Aktionsstyrke (AKS), die Antiterroreinheit der dänischen Polizei, geräumt. Bei der Räumung wurden unter anderen zwei Hubschrauber und ein Gabelstapler mit einem daran befestigten ISO-Container eingesetzt. Die Räumung führte zu nicht angemeldeten Demonstrationen, dem Bau und der Verteidigung von Barrikaden und gewalttätigen Angriffen auf Polizisten. Die dänische Polizei schaffte es, die Krawalle zu entschärfen. Hierbei gab es mehrere Dutzend Verletzte. Dänemark setzte das Schengener Abkommen aus, und es wurden präventive Grenzkontrollen durchgeführt. Am Abend fand eine friedliche Demonstration gegen die Räumung statt, an der sich 1000 bis 2000 Menschen beteiligten. Auch in vielen anderen Städten, vor allem in Deutschland, kam es zu spontanen Solidaritätsdemonstrationen. Die größte Demonstration fand mit etwa 800 Teilnehmern in Hamburg statt. Bei weiteren Straßenschlachten mit der Polizei in der folgenden Nacht wurden in Kopenhagen ca. 200 Personen festgenommen.
Am 2. März setzten sich die Ausschreitungen des Vortags fort. Eine Gruppe von Aktivisten besetzte die Parteizentrale der dänischen Sozialdemokraten, um auf die politische Verantwortung der Partei hinzuweisen.
Nach ausgedehnten Straßenschlachten in der Nacht verschärfte die Polizei am 3. März ihren Kurs und drang im Verlauf des Morgens in verschiedene soziale Projekte in Kopenhagen ein, wovon mindestens eine ohne richterliche Genehmigung stattfand. Die Entscheidung, ob die Durchsuchungen legal waren, steht noch aus. Die dort Anwesenden wurden präventiv verhaftet. Am Nachmittag fand ein weiterer friedlicher Sternmarsch statt, an dem etwa 2.000 Personen teilnahmen.

### März 2007: Abriss
Nachdem bereits am 3. und 4. März vorbereitende Arbeiten durchgeführt wurden, wurde das Haus seit dem Morgen des 5. März unter Polizeischutz abgerissen. Die Arbeiten wurden zwischenzeitlich wegen Umweltschutzbedenken wieder gestoppt. Der Abriss wurde jedoch nach einer kurzen Unterbrechung fortgesetzt und abgeschlossen.

### Nach dem Abriss
Seit dem Abriss wird in zahlreichen politischen Aktionen ein neues Jugendzentrum gefordert. So findet seitdem jeden Donnerstag eine Demonstration statt, an der regelmäßig mehrere Hundert Menschen teilnehmen. Außerdem gab es einige temporäre Besetzungen, Medienguerilla- und andere symbolische Aktionen sowie Solidaritätsbekundungen aus der ganzen Welt.
Genau sechs Monate nach dem Abriss des Hauses kam es nach einer Demonstration in der Nacht zum 2. September 2007 zu Ausschreitungen in Nørrebro. Etwa tausend zumeist jugendliche Demonstranten, die an einem Protestmarsch teilgenommen hatten, setzten Autos und Barrikaden in Brand und plünderten mehrere Geschäfte und Restaurants. Die Polizei setzte Tränengas ein und nahm 63 Personen fest. Ein Polizist wurde nach Angaben der Behörden verletzt.
Entgegen der ursprünglichen Absichtserklärungen der Besitzer, die Eigenbedarf angemeldet hatten, wurde das Grundstück für eine Summe von zwei Millionen Euro zum Verkauf angeboten.
Am 6. Oktober fand ein Aktionstag statt, der zum Ziel hatte, ein neues Haus zu besetzen. Die Planungen für diesen Tag waren völlig transparent und öffentlich, die Aktivisten machten sowohl das Zielobjekt als auch ihre Strategie öffentlich. Dieser Schritt in die Öffentlichkeit wurde mit der besseren Mobilisierung begründet. Ein anderer wichtiger Aspekt der Strategie war der Verzicht auf aktive Gewaltanwendung. In Anlehnung an das Zielobjekt (ein altes Wasserwerk an der Grøndalsvænge Allé 13) wurden die Aktivitäten unter dem Namen Aktion G13 zusammengefasst.
Die Strategie der transparenten Mobilisierung hat sich zumindest teilweise als erfolgreich erwiesen. So haben etwa 3000 bis 5000 Menschen an der Demonstration und den Aktionen teilgenommen und ca. 300 Aktivisten ist es gelungen, auf das Gelände zu gelangen. Die Polizei räumte das Gelände aber noch am selben Tag und nahm dabei die Anwesenden fest. Insgesamt wurden an diesem Tag 436 Menschen im Zusammenhang mit den Aktionen verhaftet, so viel wie noch niemals zuvor bei einem einzelnen Ereignis. Trotz eines Großeinsatzes, bei dem unter Tränengaseinsatz ein Demonstrationszug daran gehindert wurde, eine Bahnlinie zu überqueren und so überhaupt auf das Gelände des Wasserwerkes zu gelangen, betonten im Nachhinein sowohl die Polizei als auch die Demonstranten den weitgehenden Verzicht auf Gewaltanwendung seitens der Demonstranten; so wurden von den Verhafteten auch nur 3 Personen im Zusammenhang mit Gewalttätigkeiten angeklagt. Die Demonstranten kritisierten aber das brutale Vorgehen der Polizei.
Am Montag, den 22. Dezember 2008 fiel im Kopenhagener Stadtgericht das Urteil gegen die 15 Aktivisten, die sich im Ungdomshuset in Protest gegen die bevorstehende Räumung verbarrikadiert hatten. Die Strafen waren ein Jahr und drei Monate für 11 Aktivisten, ein Jahr für drei Aktivisten und neun Monate für eine Aktivistin. Der Schwerpunkt der Urteilsbegründung war das vorgefundene Depot an Verteidigungsmaterial: Helme, Gasmasken, Überwachungsinstrumente etc.

### Das neue Haus
Seit dem 1. Juli 2008 hat das neue Ungdomshus im Dortheavej 61 seine Türen geöffnet.
Die zwei Gebäude in einem Außenquartier im Nord-Westen von Kopenhagen waren zuvor ein Teil eines städtischen sozialen Zentrums, mit dem sich das Haus nun das Grundstück teilt. Die Gesamtfläche der beiden Gebäude beträgt 2000 m², welche damit dem Raum entspricht, den die Aktivisten im Ungdomshuset hatten.
Im Oktober 2008 erschien der Dokumentarfilm "69" über die letzten sechs Monate des Ungdomshuset. Der Film von Nikolaj Viborg gewann mehrere Auszeichnungen. Außerdem erschien im Oktober 2024 eine TV-Serie Ungeren im dänischen Fernsehen, die über die letzten Monate des Ungdomshus erzählt.